# Diplolaemus bibronii
Diplolaemus bibronii är en ödleart som beskrevs av  Bell 1843. Diplolaemus bibronii ingår i släktet Diplolaemus och familjen Polychrotidae. Inga underarter finns listade i Catalogue of Life.